# Бем, Ирина Альфредовна
Ирина Альфредовна (Алексеевна) Бем (в замужестве — Голик, чеш. Irina Holikova-Вёmova, 13 [26] февраля 1916, Петроград — 18 июля 1981, Градец-Кралове, Восточночешский край) — русская и чехословацкая поэтесса и переводчица.

## Биография
Ирина Бем родилась 26 (13 по старому стилю) февраля 1916 года в Петрограде (сейчас Санкт-Петербург).
1 марта того же года была крещена в церкви Введения во Храм Пресвятой Богородицы, которая располагалась на Петроградской стороне.
Ирина провела детство в Петрограде, а также в Киеве, где появились на свет её родители.
В январе 1920 года отец Екатерины Альфред Бем эмигрировал через Одессу в Белград, откуда переехал в Варшаву. Однако в Польше он прожил меньше года и в январе 1922 года поселился в Праге, где смог найти квалифицированную работу и возможность заниматься наукой в Карловом университете. В конце 1922 года в Прагу через Штеттин и Берлин прибыли Ирина, её младшая сестра Татьяна и их мать, которые всё это время находились в Киеве. Вскоре воссоединившаяся семья перебралась в город Збраслав, где сформировалась русская диаспора, в которой было много деятелей науки и культуры. По соседству с Бемами жили семьи литературоведа Валентина Булгакова и философа Николая Лосского.
В 1925 году Екатерина поступила во французскую школу в Праге, затем во французскую гимназию, которую окончила в 1935 году. В юности вместе с сестрой входила в отряд общества «Витязей», близкого к скаутам. Летом семья жила в Подкарпатской Руси, Карловых Варах, Марианских Лазнях, деревне Еваны в окрестностях Праги, городе Високе Мито.
В 1936 году Екатерина поступила на филологическое отделение философского факультета Карлова университета, училась по специальностям «классические языки и литература», «французский язык и литература».
В 1937 году вместе с семьёй получила гражданство Чехословакии.
После того как в 1938 году страну оккупировала нацистская Германия и были закрыты все чехословацкие вузы, училась в пражском Немецком университете. После окончания Второй мировой войны получила диплом по специальности «русский язык и литература».
В 1942—1943 годах преподавала в пражской русской реальной гимназии.
В 1946 году после рождения дочери и сына вслед за мужем-агрономом, получившим новую работу, переехала в город Хрудим в Восточной Чехии.
В 1953 году стала преподавать русский язык в экономической школе в Пардубице.
В 1963 году семья Екатерины обосновалась в городе Градец Кралове, где преподавала русский язык и литературу в местной гимназии. По воспоминаниям дочери, стремилась пробудить в учениках интерес к русской литературе, помогала ученикам готовиться к конкурсах декламации русских стихов, которые проводились в Чехословакии.
В июле 1968 года вместе с дочерью побывала в Ленинграде, где встретилась с родственниками, специально приехавшими из Киева.
Умерла 18 июля 1981 года в чехословацком городе Градец Кралове (сейчас в Чехии). Похоронена там же.

### Литературная деятельность

Обложка единственного прижизненного сборника Ирины Бем «Орфей»

Бем начала заниматься поэзией во время учёбы в гимназии. 19 ноября 1935 года впервые посетила заседание литературного содружества «Скит» (первоначально «Скит поэтов»), которое возглавлял её отец. Тем же годом датированы и первые стихи Ирины. 19 апреля 1940 года впервые прочла на собрании «Скита» своё стихотворение «Андромаха» и была принята в члены поэтического содружества, став 36-м и последним участником в его списке. 6 сентября того же года участвовала в последнем собрании «Скита», читала стихотворение «Петербург».
В 1943 году опубликовала поэтический сборник «Орфей», который стал её единственным прижизненным изданием. Он был выпущен на основе рукописи с помощью множительной техники тиражом 100 экземпляров. В него вошли произведения 1937—1941 годов. Ранней весной 1943 года в заполненном небольшом зале читальни Профессорского дома прошёл поэтический вечер Ирины Бем.
В конце 1960-х годов Бем подготовила к печати свой второй сборник стихов и поэтических переводов «Стихи разных лет. Прага 1936—1969», однако он так и остался в машинописи.
Занималась поэтическими переводами с чешского, французского и украинского языков на русский. Среди тех, чьи стихи переводила Ирина Бем, — Ярослав Сейферт, Шарль Бодлер, Галина Мазуренко.
С 1969 года вместе с мужем начала формировать архив отца, который в итоге передала в Славянскую библиотеку вместе с книжным собранием Альфреда Бема. Параллельно вместе с поэтом Вадимом Морковиным готовила юбилейный сборник, приуроченный к 50-летию создания «Скита». В книгу, которую планировал издать Институт языков и литератур Академии наук ЧССР, должен был войти очерк Морковина «Пятидесятилетие „Скита поэтов“» и мемуары Бем. Однако политические перемены в Чехословакии помешали это сделать: мемуарно-исследовательская работа Бем «„Скит поэтов“ в Праге» была опубликована только в 1998 году в России.
После смерти Бем её стихи публиковались в альманахах и антологиях. В 1982 году в Филадельфии в альманахе «Перекрёстки» напечатали стихотворение «Андромаха», в 1993 году там же в альманахе «Встречи» впервые была опубликована подборка её стихов. В 1995 году Бем была представлена в антологии поэтов эмиграции «Вернуться в Россию — стихами…», выпущенной в Москве. В 1997 году стихи Бем вошли в антологию поэзии русского зарубежья «Мы жили тогда на планете другой…», также опубликованную в Москве. В 2005 году она была представлена в сборнике «Поэты пражского „Скита“», в 2006 году — в книге «„Скит“. Прага 1922—1940: Антология. Биографии. Документы». В 2010 году в московском издательстве «Водолей» вышел наиболее полный сборник стихов Бем «Орфей», в который вошли стихи из машинописного собрания, подготовленного самой поэтессой, а также письма.

## Особенности творчества
Исследователь Екатерина Фетисова считает, что поэзия участников «Скита», в том числе Ирины Бем, по эстетике близка к акмеизму и неоакмеизму с их предметностью и воспитанием литературного мастерства.
Бем далека от поэтических экспериментов — она использует классические размеры и образы. В её стихотворениях обнаруживается много следов книжности — в частности, образы античной и библейской истории: Орфей, Немезида, Андромаха, Голиаф, Моисей, Понтий Пилат.

## Критика
Один из первых отзывов на произведения Ирины Бем принадлежит Николаю Еленеву, искусствоведу и писателю, близкому другу семьи Марины Цветаевой и её мужа Сергея Эфрона. 15 апреля 1944 года он в письме отцу поэтессы Альфреду Бему отмечал талантливость её стихов, вошедших в сборник «Орфей»:
«Орфей» уже не проба. В стихах уже много настоящих достоинств: прежде всего они самобытны, они — важны, кроме этого. Слово «важны» Вам объяснять мне не надо! Это их счастливо отличает от дамских творений. Экономия, столь необходимая, тоже налицо.
В то же время Еленев обратил внимание на то, что стихи Бем «не для широкого потребления», поскольку в них присутствуют мифологические и библейские мотивы и образы, устаревшая лексика, непонятная нынешнему читателю. «О недостатках не хочется говорить: есть и они», — также констатирует Еленев.
Писательница Августа Тескова дала лаконичную, но благожелательную оценку сборнику «Орфей» в письме Ирине Бем 15 марта 1944 года:
Стихи ваши прекрасны формою и богаты содержанием. Просты и правдивы, как перевоплощенное переживание, поэтому и жизненны и ценны.
В целом же сборник, выпущенный в разгар Второй мировой войны, был обойдён вниманием прессы.

## Семья

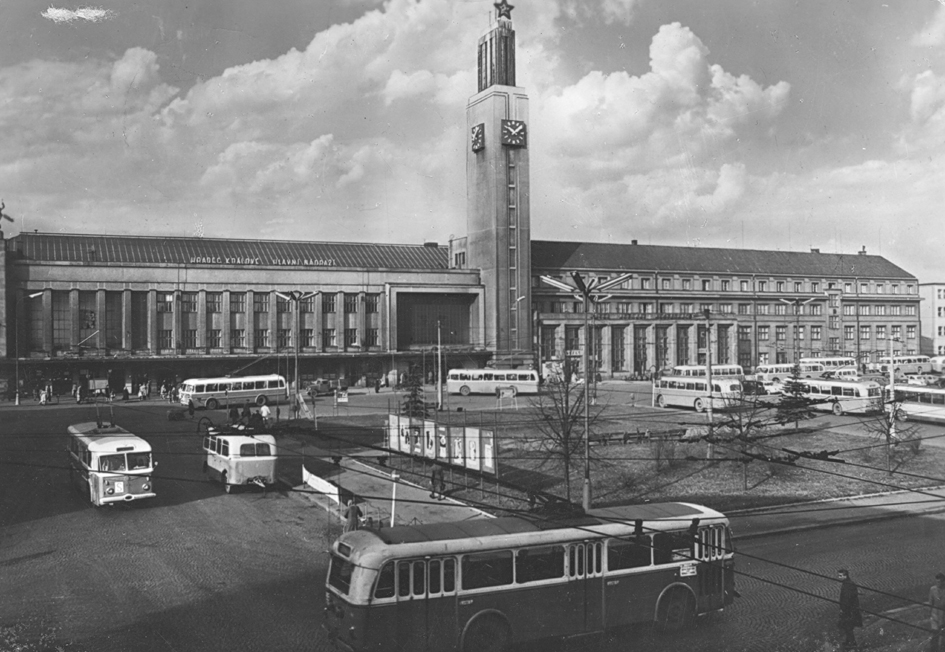
Вид города Градец Кралове конца 1960-х годов, когда там жила Ирина Бем

Отец — Альфред (Алексей) Людвигович Бем (1886—1945?), сын немецких подданных, литературовед, литературный критик, философ, преподаватель. До Октябрьской революции работал на кафедре русской литературы филологического факультета Петербургского университета и в рукописном отделе Российской академии наук, после эмиграции — в Карловом университете в Праге. 16 мая 1945 года был арестован советской контрразведкой, данных о его дальнейшей судьбе нет.
Мать — Антонина Иосифовна Бем (в девичестве Омельяненко) (1885—1951), дочь зажиточного купца, учительница русского языка в женской гимназии Киева.
Младшая сестра — Татьяна Альфредовна Бем (1919—?).
Муж — Михаил Антонович Голик (1912—1971), инженер-агроном. После освобождения Чехословакии был арестован, как и многие русские эмигранты, но через три месяца вернулся домой.
Дочь — Мария Голикова (в замужестве Доскочилова) (род. 1943).
Сын — Алексей Голик (род. в начале 1945).